# Siempre hay una historia… en directo
Siempre hay una historia… en directo es el título del segundo álbum en directo de Rosendo Mercado -duodécimo en total- en su etapa en solitario. Fue grabado en la Cárcel de Carabanchel y publicado en 1999 por el sello DRO East West.

## Información del álbum
Rosendo graba el disco en su barrio, en la recién clausurada Cárcel de Carabanchel. El concierto, que tuvo lugar el 26 de marzo de 1999 iba a ser gratuito, pero dada la expectación creada por el concierto se decide cobrar entrada para evitar problemas de masificación. Durante el evento se oyen gritos de "No estamos todos, faltan los presos", en homenaje a los presos políticos que pasaron por la prisión. Luz Casal actuó en A la sombra de una mentira. En el año 2002 la discográfica DRO East West edita el DVD con una selección de las canciones.

## Temas
1. Vaya ejemplar de primavera - 3:01
2. Un paso de más - 2:30
3. Aguanta el tipo - 2:23
4. ¿Y de qué vas? - 3:15
5. Mala vida - 4:10
6. Hasta de perfil - 3:22
7. En agua caliente - 3:03
8. Cucarachas - 3:27
9. Siempre hay una historia - 2:53
10. Listos para la reconversión - 3:40
11. Por cierto - 3:40
12. A la sombra de una mentira (con Luz Casal) - 4:34
13. Flojos de pantalón - 5:22
14. Puedo ser más eficaz - 3:43
15. Pan de higo - 3:30
16. Bailando al aire - 3:26
17. Agradecido - 4:30
18. Navegando - 3:07
19. La Fina - 5:12

### Temas del DVD
1. Yo me largo
2. Vaya ejemplar de primavera
3. Aguanta el tipo
4. ¿Y de qué vas?
5. Mala vida
6. En agua caliente
7. Cucarachas
8. Listos para la reconversión
9. Por cierto
10. A la sombra de una mentira
11. Flojos de pantalón
12. Bailando al aire
13. Agradecido
14. Navegando
15. La Fina
16. Siempre hay una historia

## Músicos
- Rosendo Mercado: Guitarra y voz
- Mariano Montero: Batería y coros
- Rafa J. Vegas: Bajo y voces
- Luz casal: Voz en A la sombra de una mentira

- Datos: Q6127530